# Thomas Solberg Eide
Thomas Solberg Eide (né le 20 novembre 1992) est un athlète norvégien spécialiste du fond et du demi-fond . Il est inscrit au club Haugesund Idrettslag.

## Biographie
Lors des championnats d'athlétisme de Norvège de 2009, Thomas Eide Solberg a remporté le bronze sur 1 500 mètres et l'argent dans le relais 4 × 1 500 mètres avec Urige Buta, Christian Soreng Bjorge et Morten Velde.
Aux Championnats d'Europe juniors d'athlétisme 2011, il remporte l'argent sur 1 500 mètres, derrière le Britannique Adam Cotton.

### Palmarès
| Date | Compétition                   | Lieu    | Résultat | Épreuve | Performance   |
| ---- | ----------------------------- | ------- | -------- | ------- | ------------- |
| 2011 | Championnats d'Europe juniors | Tallinn | 2e       | 1 500 m | 3 min 44 s 70 |

### Records
| Épreuve      | Performance   | Lieu       | Date         |
| ------------ | ------------- | ---------- | ------------ |
| 800 mètres   | 1 min 49 s 59 | Oslo       | 24 mai 2012  |
| 1 500 mètres | 3 min 40 s 22 | Sollentuna | 28 juin 2011 |